# ديفيد ليكي
اللفتنانت جنرال أرونديل ديفيد ليكي ،سي ام ج سي في او سي بي ا (ولد يوم 18 ماي 1952)  وهو ضابط سابق بالجيش البريطاني . ولقد كان المدير العام لهيئة الأركان العسكرية للاتحاد الأوروبي في مجلس الاتحاد الأوروبي في بروكسل . سنة 2010، و تم تعيينه رجلًا محترمًا للقضيب الأسود ، وهو الدور الذي شغله حتى فيفري 2018 